# Episodi di Bates Motel (quarta stagione)
La quarta stagione della serie televisiva Bates Motel è stata trasmessa negli Stati Uniti sulla rete A&E Network dal 7 marzo al 16 maggio 2016.
In Italia, la stagione è uscita direttamente in DVD il 14 dicembre 2016. Poi è stata interamente pubblicata il 1º luglio 2017 da Netflix, che utilizza i titoli italiani, e infine è andata in onda dal 12 luglio al 9 agosto 2017 su Rai 2, il mercoledì in seconda serata alle 23:50 circa, con un doppio episodio.
| nº | Titolo originale               | Titolo italiano                           | Prima TV USA   | Prima TV Italia |
| -- | ------------------------------ | ----------------------------------------- | -------------- | --------------- |
| 1  | A Danger to Himself and Others | Un pericolo per se stesso e per gli altri | 7 marzo 2016   | 12 luglio 2017  |
| 2  | Goodnight, Mother              | Buonanotte, mamma                         | 14 marzo 2016  | 12 luglio 2017  |
| 3  | Til Death Do You Part          | Finché morte non ci separi                | 21 marzo 2016  | 19 luglio 2017  |
| 4  | Lights of Winter               | Luci d'inverno                            | 28 marzo 2016  | 19 luglio 2017  |
| 5  | Refraction                     | Rifrazione                                | 11 aprile 2016 | 26 luglio 2017  |
| 6  | The Vault                      | Ricordi dolorosi                          | 18 aprile 2016 | 26 luglio 2017  |
| 7  | There's No Place Like Home     | Non c'è nessun posto come casa            | 25 aprile 2016 | 2 agosto 2017   |
| 8  | Unfaithful                     | Infedele                                  | 2 maggio 2016  | 2 agosto 2017   |
| 9  | Forever                        | Per sempre                                | 9 maggio 2016  | 9 agosto 2017   |
| 10 | Norman                         | Norman                                    | 16 maggio 2016 | 9 agosto 2017   |

## Un pericolo per se stesso e per gli altri
- Titolo originale: A Danger to Himself and Others
- Diretto da: Tucker Gates
- Scritto da: Carlton Cuse e Kerry Ehrin

### Trama
Riprendendo dal giorno dopo la fine della terza stagione, Romero smaltisce il corpo di Bob Paris nella baia. Con la scomparsa di Norman, Norma e Dylan si preoccupano per il suo benessere. Un contadino scopre un Norman instabile, che viene ricoverato in una clinica psichiatrica. Nel frattempo, Dylan va a Portland per stare al capezzale di Emma dopo il trapianto di polmone, mentre Norma tenta di far dimettere Norman dall'istituto. Il medico psichiatrico si rifiuta di lasciare andare Norman se non dopo un periodo di osservazione di 48 ore e rimprovera Norma per non aver mai portato Norman da un medico per i suoi frequenti blackout. Disperata, Norma torna al Pineview Mental Hospital sperando che Norman venga ricoverato il prima possibile e incontra uno psichiatra, il dottor Edwards. Dato che non ha un'assicurazione, Norma chiede a Romero di sposarla per poter usare la sua, ma lui la respinge. Altrove, la madre di Emma, Audrey, tenta di stabilire un contatto, ma il padre di Emma la allontana. Mentre Audrey cerca aiuto da Norman, "la madre" la strangola a morte con la sua stessa sciarpa.
- Ascolti USA: telespettatori 1 550 000[2]

## Buonanotte, mamma
- Titolo originale: Goodnight, Mother
- Diretto da: Tim Southam
- Scritto da: Kerry Ehrin e Torrey Speer

### Trama
Norman cerca di ricordare cosa è successo la notte prima. Poi ha dei flash della madre che nasconde il corpo di Audrey nel congelatore del seminterrato. Nel frattempo, Emma respira liberamente per la prima volta con i suoi nuovi polmoni senza la bombola di ossigeno, con sollievo di Dylan e di suo padre. Nel frattempo, Romero visita Pineview con i soldi per l'ammissione di Norman. Tuttavia, poiché Norman ha 18 anni, l'istituzione deve avere la sua firma sui moduli di consenso. Norman accusa Norma di aver ucciso Audrey, allertando sua madre del fatto che ha commesso un altro omicidio. La donna cerca un corpo nella fossa del motel, ma scopre solo un guanto. Norman in seguito trova i moduli della clinica Pineview nel fax del motel. Ha poi una visione del suo defunto padre, che gli dice che Norma è quella che lo ha ucciso e che sta cercando di incolpare Norman per tutti gli omicidi. Il comportamento di Norman spaventa Norma, che fugge da lui e chiede aiuto a Romero. Con la pistola di sua madre, Norman allude al suicidio della coppia poiché non possono essere felici nella vita. Arriva Romero e Norma convince Norman a firmare i moduli di consenso prima che venga portato all'ospedale Pineview.
- Ascolti USA: telespettatori 1 450 000[2]

## Finché morte non ci separi
- Titolo originale: Til Death Do You Part
- Diretto da: Phil Abramo
- Scritto da: Steve Kornacki e Alyson Evan

### Trama
Norma e Romero si sposano e, in seguito, Romero si trasferisce a casa Bates affinché la loro relazione sembri reale. Romero fa riempire la fossa come regalo di nozze, ma un operaio scopre uno degli orecchini di Audrey sul posto, angosciando Norma. Nel frattempo, Dylan torna a White Pine Bay per licenziare Gunner e uscire dal traffico di droga, ma arriva alla fattoria e scopre invece che Gunner se ne va. Chick arriva alla fattoria di Dylan in cerca di vendetta su Caleb, ma Dylan lo informa che non è stato in contatto con suo padre da quando ha lasciato la città. Al manicomio Pineview, Norman ha la sua prima sessione di terapia con il dottor Edwards, che insiste su Norman affinché condivida le sue preoccupazioni su sua madre. Norman è in conflitto poiché sia nascondere che dire la "verità" causerebbe problemi a Norma. Più tardi, Norma fa visita a Norman, e i due hanno un acceso scambio di battute davanti al personale e ad altri pazienti ricoverati. Altrove, l'ex fidanzata di Romero, Rebecca, va a trovarlo, preoccupata che il suo ruolo nel piano di riciclaggio di denaro di Bob possa venire alla luce. Romero le dice di tenere la testa bassa e sarà al sicuro dai sospetti.
- Ascolti USA: telespettatori 1 460 000[2]

## Luci d'inverno
- Titolo originale: Lights of Winter
- Diretto da: TJ Scott
- Scritto da: Tom Szentgyorgyi

### Trama
Norman e il suo collega paziente Julian pianificano una fuga da Pineview. Nel frattempo, Norma e Romero si avvicinano nel loro finto matrimonio, e lui suggerisce di aprire un conto bancario congiunto per farlo sembrare più legittimo. Riceve quindi un messaggio urgente da Rebecca, che in seguito gli dice che Bob Paris ha 3 milioni di dollari in una cassetta di sicurezza, di cui Romero trova la chiave. Norma fa visita ad Emma all'ospedale di Portland, che le dice di iniziare a vivere la propria vita e di non preoccuparsi per Norman. Anche Emma ha intenzione di trasferirsi a Seattle e chiede a Dylan di trasferirsi con lei. Dopo aver partecipato a un carnevale con Romero e aver incontrato Rebecca, Norma e Romero tornano a casa e trovano la casa saccheggiata. Nel frattempo, Norman e Julian scappano da Pineview e si fanno dare un passaggio in uno strip club. Julian dà a Norman dei soldi ed entrambi vengono portati separatamente in stanze private. Mentre sono soli con una ballerina, appare la "madre", ma i due vengono interrotti da una rissa tra Julian e alcuni buttafuori. Questo porta il dottor Edwards ad arrivare a prendere Norman, che crolla e accetta il suo aiuto.
- Ascolti USA: telespettatori 1 520 000[2]

## Rifrazione
- Titolo originale: Refraction
- Diretto da: Sarah Boyd
- Scritto da: Erica Lipez

### Trama
Norma e Romero iniziano a pulire la casa e lei è arrabbiata per la rottura della sua vetrata preferita. Romero afferma che cose del genere accadono "quando sei sposato con lo sceriffo". Successivamente avverte Rebecca, che reputa responsabile, di stare alla larga. Norma chiede in città di un riparatore di vetro e Chick Hogan arriva a casa per il lavoro. Successivamente apprende che Caleb è il fratello di Norma. Nel frattempo, Dylan porta Emma a casa a White Pine Bay, ma poi va a Seattle per un colloquio di lavoro. A Pineview, Norman inizia le sue sessioni di terapia con il dottor Edwards e sembra essere aperto con la maggior parte degli argomenti, tranne quello di suo padre. Chiama per lasciare un messaggio vocale di scuse a Norma, che poi lo visita all'istituto; Il dottor Edwards in seguito suggerisce che la visita era tutta nella mente di Norman, il che viene confermato quando Norman si immedesima nella madre e inizia a parlare con il dottore. Inoltre, Chick torna a trovare Norma e dice di aver incontrato in precedenza Caleb, che è stato presentato come il padre di Dylan. Racconta a Norma del suo odio per Caleb e le chiede di decidere il destino di suo fratello.
- Ascolti USA: telespettatori 1 420 000[2]

## Ricordi dolorosi
- Titolo originale: The Vault
- Diretto da: Olatunde Osunsanmi
- Scritto da: Scott Kosar

### Trama
Norma incontra di nuovo Chick, che minaccia di rivelare pubblicamente il suo passato con Caleb e, alla fine, di rovinare il suo matrimonio con Romero. Ciò scatena in lei un senso di urgenza, in cui riesce a ottenere la possibile posizione di Caleb da Dylan. Contatta Caleb, ma in seguito dice a Chick di fare del suo peggio per distruggerle la vita. Nel frattempo, Romero dà la chiave della cassetta di sicurezza a Rebecca, aggiungendo che non vuole nulla in cambio. A Pineview, il dottor Edwards spiega a Norman il disturbo dissociativo dell'identità e che il personaggio della "Madre" è ciò che emerge durante i suoi blackout. Norman ricorda quando aveva sette anni e Norma cercò di lasciare il padre ubriaco. È stata violentata mentre Norman si nascondeva sotto il letto. Il dottor Edwards chiede di parlare con "Madre", che lo avverte di non permettere a Norman di rievocare ricordi che lo feriranno. Chick consegna la finestra con l'aiuto di Romero. Norma poi spiega le vere intenzioni di Chick e rivela in lacrime il suo passato a Romero, credendo che di conseguenza lui la lascerà. Nonostante la verità, Romero decide di restare sposato con Norma.
- Ascolti USA: telespettatori 1 330 000[2]

## Non c'è nessun posto come casa
- Titolo originale: There's No Place Like Home
- Diretto da: Néstor Carbonell
- Scritto da: Filippo Buiser

### Trama
Norma racconta a Romero del suo sogno di ristrutturare casa Bates, ma la sua situazione finanziaria non le concede l'opportunità di farlo. Romero le rivela i soldi che ha preso da Bob la notte del suo omicidio, offrendoli in modo che possa iniziare a trasformare il suo sogno in realtà. Mentre a Pineview crea cartapesta , Norman trova un ritaglio di giornale sul matrimonio di sua madre con Romero. Norman chiama a casa, sente Romero rispondere al telefono e Norma mentire riguardo alle sue ragioni per essere lì. Norman quindi mette in moto i suoi piani per tornare a casa. Nel frattempo, Dylan indaga sulla scomparsa di Audrey quando Emma perde i contatti con lei. Mostra a Norma la lettera di Audrey trovata nella stanza di Norman, chiedendole perché fosse in possesso di Norman. Dylan in seguito consegna la lettera a Emma, che alla fine decide che la scomparsa di sua madre è un atto di disperazione. Nonostante gli sforzi del dottor Edwards e di Norma per mantenere Norman a Pineview, viene rilasciato e torna a casa.
- Ascolti USA: telespettatori 1 350 000[2]

## Infedele
- Titolo originale: Unfaithful
- Diretto da: Stefano Surjik
- Scritto da: Freddie Highmore

### Trama
Romero resta lontano dalla casa dei Bates per aiutare Norman ad adattarsi a una vita normale. Norman gli racconta presto dei piani per ottenere un secondo lavoro per pagare la propria assicurazione e far uscire Romero dal suo matrimonio combinato con Norma. Romero le dice che è necessario dire a Norman che sono innamorati. Nel frattempo, Rebecca viene prelevata all'aeroporto dalla DEA , ma le viene detto che in realtà stanno cercando Romero in connessione con Bob Paris. A casa Bates, Norma, Romero e Norman cenano insieme. Norman litiga con sua madre perché lei ha permesso a Romero di entrare nelle loro vite, quando lei e Norman erano così vicini al punto che lui non poteva avere ragazze. Norman si precipita a tagliare la legna con rabbia; Romero lo segue. Norman gli si avvicina con l'ascia, ma distrugge un capannone e proclama di odiare Romero.
- Ascolti USA: telespettatori 1 520 000[2]

## Per sempre
- Titolo originale: Forever
- Diretto da: Tim Southam
- Scritto da: Carlton Cuse e Kerry Ehrin

### Trama
Romero tenta senza successo di convincere Norma a ricollocare Norman a Pineview. Norman confida i suoi sentimenti al dottor Edwards mentre Dylan e Romero si incontrano segretamente. Entrambi sono preoccupati per Norma e vogliono che Norman torni in ospedale. Dylan trova l'orecchino di Audrey e ne parla con Norma. Arrabbiata e accecata, Norma accusa Dylan di essere geloso di Norman. Con il cuore spezzato, Dylan dice che non è mai stata una madre per lui e le dice che anche Romero vuole che Norman torni in ospedale. Dylan dice addio a Norman. Norma affronta Romero per aver agito alle sue spalle e pone fine alla loro relazione. Norma poi crolla davanti a Norman. Lascia un biglietto per Romero e si addormenta. Norman accende la fornace e chiude tutte le prese d'aria della casa, facendo sì che il monossido di carbonio riempia la stanza di Norma, in un tentativo di omicidio-suicidio. Romero arriva e trova i due privi di sensi sul letto. Tenta di salvarli entrambi ma apparentemente non riesce a salvare Norma e scoppia in lacrime. Norman si sveglia e vede sua madre che non risponde.
- Ascolti USA: telespettatori 1 410 000[2]

## Norman
- Titolo originale: Norman
- Diretto da: Tucker Gates
- Scritto da: Kerry Ehrin

### Trama
Mentre Norman viene portato via in ambulanza, Romero viene interrogato da un detective, che gli mostra il biglietto di Norma con dentro l'anello nuziale. Menziona la possibilità del tentativo di omicidio-suicidio di Norma, che manda Romero a prendere Norman in ospedale. Norman esita, si scontrano e Romero promette di dimostrare che Norman ha ucciso sua madre. L'impresa di pompe funebri chiama Norman per prendere accordi. All'obitorio, Romero mette l'anello al dito di Norma, e Norman successivamente lo rimuove alle pompe funebri. Romero va alla funzione, alla quale partecipa solo Norman. Si scontrano di nuovo quando Norman gli mostra l'anello. Romero viene successivamente arrestato dalla DEA per falsa testimonianza quando in precedenza aveva mentito sul suo coinvolgimento con Rebecca. Norman riesuma il corpo di sua madre per portarlo a casa. Chick visita la casa per porgere le condoglianze e vede il corpo di Norma. Costringe Norman a rendersi conto che è morta. Norman va ad uccidersi con la pistola di Norma ma sente la musica. Trova la casa addobbata per Natale e la "Mamma" che suona il piano.
- Ascolti USA: telespettatori 1 500 000[2]